# Titanebo redneri
Titanebo redneri là một loài nhện trong họ Philodromidae.
Loài này thuộc chi Titanebo. Titanebo redneri được miêu tả năm 1978 bởi Cokendolpher.